# Mimi Grossberg
Mimi Grossberg (geboren als Emilie Buchwald, 23. April 1905 in Wien, Österreich-Ungarn; gestorben 2. Juni 1997 in New York City) war eine österreichische Exil-Schriftstellerin.

## Leben
Emilie Buchwalds Vater Salomon Buchwald (1873–1942) war ein Fabrikant, der aus Konyha in der Slowakei stammte, daher war Emilie zunächst Ungarin, ihre Mutter Adele Durst (1876–1942) war Wienerin. Beide Eltern wurden im September 1942 Opfer des Holocaust. Ihrem Bruder Julius Buchwald (1909–1970) gelang ebenfalls die Flucht, er war unter anderem ein bekannter Problemschachspieler. Sie besuchte ein Jahr lang die Schwarzwaldschule und dann das Mariahilfer Mädchenlyzeum.
Nach der Matura übernahm sie die Aufgabe einer Bibliothekarin in der Bibliothek des Volksheims Ottakring und buchte Kurse an der Volkshochschule zu ihrer Weiterbildung, darunter Individualpsychologie bei Alfred Adler und Kompositionslehre bei Paul Amadeus Pisk. Sie beendete 1929 eine Lehre als Modistin und arbeitete in dem Beruf, in ihrem Nachlass befanden sich 57 Hüte. Unter dem Einfluss ihrer Freundin Klara Blum wurde sie Mitglied in der Sozialdemokratischen Partei Österreichs (SDAP).
1930 heiratete sie Norbert Grossberg (1903–1970). Mimi Grossberg wurde Mitglied des Bundes junger Autoren Österreichs, der Lesungen im Kabarett Literatur am Naschmarkt veranstaltete. 1935 veröffentlichte sie ihren ersten Gedichtband Der Weg zu Dir.
Nach dem Anschluss Österreichs im März 1938 flüchtete das Ehepaar im September des Jahres nach New York, wo sie Arbeit in einer Hutfabrik fand. Der Versuch, ihre Eltern nachzuholen, scheiterte und führte zu einer Schaffens- und Identitätskrise. Sie engagierte sich in der Emigrantenorganisation New World Club und betätigte sich im Austrian Forum als Herausgeberin von insgesamt vier Gedichtanthologien österreichischer Exilschriftsteller. Ein Wechsel der literarischen Sprache gelang ihr nicht. 1956 veröffentlichte sie in einem Wiener Verlag ihren zweiten Gedichtband Versäume, verträume.... Nach einem Besuch Österreichs zusammen mit Rose Ausländer im Jahr 1957 schrieb sie den autobiographischen Text Märchenfee Österreich. 1964 erschien die von ihr betreute Anthologie Kleinkunst aus Amerika mit Gedichten und Prosatexten von Exilschriftstellern.
Im Jahr 1968 stellten Grossberg, Irene Harand und Gottfried Heindl in New York eine Ausstellung über Leben und Werk von 62 Autorinnen und Autoren österreichischer Herkunft in den USA zusammen. Die Ausstellung wurde 1970 auch im Amerika-Haus in Wien gezeigt.
Grossberg erhielt 1974 das Goldene Ehrenzeichen für Verdienste um die Republik Österreich. Sie war Mitglied im Österreichischen PEN-Club. 1988 veröffentlichte sie die Autobiografie The Road to America.
In Wien wurde die Mimi-Grossberg-Gasse im 22. Bezirk nach ihr benannt.

## Werke (Auswahl)
- Der Weg zu Dir: Gedichte.  Wien: Europa-Verlag, 1935
- Versäume, verträume... : Alte u. neue Gedichte.  Wien: Europäischer Verlag, 1957
- (Hrsg.): Kleinkunst aus Amerika: Gedichte, Chansons, Prosa von in Amerika lebenden Autoren.  Wien: Europäischer Verlag, 1964
- Österreichs literarische Emigration in den Vereinigten Staaten 1938.  Wien: Europa-Verlag, 1970
- Austrian Writers in the United States 1938–1968: An exhibition of the Austrian institute and the Austrian forum. New York, April 5–26, 1968
  - Österreichische Autoren in Amerika: Geschick und Leistung der österreichischen Emigration von 1938 in den Vereinigten Staaten. 1970
- Gedichte und kleine Prosa. Wien: Bergland, 1972
- (Hrsg.): Österreichisches aus Amerika: Vers und Prosa. Wien: Bergland, 1973
- Die k.u.k. Armee in der österreichischen Satire. Wien: Bergland-Verlag, 1974
- (Hrsg.): Amerika im austro-amerikanischen Gedicht 1938–1978. Anthologie. Wien: Bergland-Verlag,  1978
- (Hrsg.): Geschichte im Gedicht. Das politische Gedicht der austro-amerikanischen Exilautoren des Schicksaljahres 1938. New York : Austrian Institute, 1982
- The road to America : Mimi Grossberg – her times and her emigration ; a bilingual report ; reminiscences, translations, stories, poems, photos. New York, NY : The Austrian Inst., 1986